# ダイナステップ
株式会社ダイナステップは、かつて存在したNTTドコモの子会社。
エヌ・ティ・ティ・ドコモグループの社内ベンチャー制度によって設立された5つ目の会社である。

## 沿革
- 2007年（平成19年）8月8日 - 会社設立。株式会社ダブルスクエア、株式会社ドコモ・ためタン、株式会社アルシェール、株式会社ハイブに続いて、社内ベンチャー制度により設立された5つ目の会社であった。同社内ベンチャーで、初めて男性が代表取締役に就任した。
- 2007年 - 東京都港区西新橋1-5-8（西新橋1丁目川手ビル9階）から、東京都品川区西五反田3-8-8（NTT大崎ビル1F）に移転。
- 2009年（平成21年）3月31日 - 第2期において、当期純利益を確保。同時に、累積赤字の解消も達成した。同社内ベンチャーで、最短で純利益を確保した会社となった。
- 2013年（平成25年）4月1日 - 東京都千代田区神田駿河台1-6に移転。
- 2018年（平成30年）7月12日 - 清算結了により法人格消滅。

## 事業目的
- 携帯電話を利用する各種検定試験の企画・開発・運営、およびそれらの受託
- 検定を用いた人材育成、プロモーション

## 役員
- 代表取締役：寺崎元治[1]
- 取締役：横山達也[1]
- 取締役：野中聡